# رییو میکولاینن
رییو میکولاینن (فنلاندی: Reijo Mikkolainen؛ زادهٔ ۱۴ مهٔ ۱۹۶۴) بازیکن هاکی روی یخ اهل فنلاند بود.